# Lillkyrka församling, Strängnäs stift
Lillkyrka  församling var en församling i Strängnäs stift och i Örebro kommun i Örebro län (Närke). Församlingen uppgick 1981 i Lillkyrka-Ödeby församling.

## Administrativ historik
Församlingen har medeltida ursprung och var till 1962 moderförsamling i pastoratet Lillkyrka och Ödeby. Från 1962 till 1981 annexförsamling i pastoratet Glanshammar, Rinkaby, Lillkyrka och Ödeby. Församlingen uppgick 1981 i Lillkyrka-Ödeby församling.

## Kyrkor
- Lillkyrka kyrka